# Auto Assault
Auto Assault − gra MMORPG wydana przez NCsoft. Fabuła osadzona była w realiach świata zniszczonego przez wojnę atomową. Walki w tej grze toczyły się za pomocą uzbrojonych pojazdów, natomiast w miastach, w których m.in. odbywał się handel oraz pozostałe interakcje z innymi graczami i NPC, postacie graczy poruszały się pieszo. Dnia 31 sierpnia 2007 wszystkie serwery obsługujące grę zostały wyłączone.